# Lipotriches yapiensis
Lipotriches yapiensis is een vliesvleugelig insect uit de familie Halictidae. De wetenschappelijke naam van de soort is voor het eerst geldig gepubliceerd in 1943 door Cockerell.